# Bevis Marks
Bevis Marks est un rue de la cité de Londres dans le quartier d'Aldgate.

## Description
Mesurant environ 150 m, elle est parallèle à Houndsditch. 

## Histoire
Elle prend divers noms dans l'histoire : Bewesmarkes (1407), Bevys Marke (1450), Bevesmarkes (1513), Bevers-market (1630) et Beavis Markes (1677), avant de devenir depuis 1720 Bevis Marks. 
John Stow pensait que le nom dérivait des abbés de Bury St Edmunds dans le Suffolk, dont cette partie de la ville était la propriété jusqu'à la dissolution des monastères. Cette étymologie est confirmée comme correcte par E. Ekwall dans ses Street-names of the City of London en 1954. 
Bevis Marks est mentionné à plusieurs reprises dans The Old Curiosity Shop de Charles Dickens comme la rue où l'avocat Sampson Brass a ses bureaux.
La rue est connue pour abritait la synagogue de Bevis Marks, la plus ancienne synagogue du Royaume-Uni en usage continu.